# An Yangfeng
An Yangfeng (安艳凤), född 1 september 1963 är en kinesisk schackspelare och internationell mästare för damer (WIM).

## Schackkarriär
An Yangfeng var internationellt aktiv framför allt mellan 1980 och 1989, som medlem i det kinesiska damlaget i schack. Hon spelade för Kina i Schackolympiaden för damer fyra gånger, 1980, 1982, 1984 och 1986.
An Yangfeng spelade vid bord 3 vid alla fyra turneringarna. 1980 slutade Kina på en sjätteplats. Då nådde Yangfeng 57,1 vinstprocent efter 5 vinster, 6 remier och 3 förluster och slutade på en 14:e plats individuellt. 1982 slutade de kinesiska damerna på en femteplats. Yangfeng nådde 60,7 vinstprocent efter 7 vinster, 3 remier och 4 förluster och slutade på en 9:e plats individuellt. 1984 slutade Kina också på en femteplats. Då nådde Yangfeng sitt bästa resultat i schackolympiaderna med 72,7 vinstprocent efter 8 vinster, 0 remier och 3 förluster. Hon slutade på en 4:e plats individuellt. Slutligen 1986 blev Kinas placering en fjärdeplats. Yangfeng nådde 71,4 vinstprocent med 8 vinster, 4 remier och 2 förluster och slutade på en 5:e plats individuellt. Totalt nådde Yangfeng under sitt deltagande i 53 partier 65,1 vinstprocent, via 28 vinster, 13 remier och 12 förluster.
An Yangfeng hade sin högsta rating 1987 när hon nådde ELO 2280.  I juli 2018 innehade Yangfeng ELO 2259 och rankades fortfarande som 202:a i Kina och 22:a bland damerna, men hade varit inaktiv internationellt åtminstone sedan 2011. Hon har ingen rating i snabbschack eller blixtschack.
Efter sin internationella karriär har An Yangfeng fortsatt att spela på klubblagsnivå. Hon spelar för Guangdongs schackklubb i den kinesiska ligan (CCL).

## Spelstil
Som vit har An Yangfeng haft en varierad spelrepertoar med dambondeöppningar, gärna damindiskt försvar, kungsindiskt försvar, dambondespel eller damgambit. Som svart har hon valt nästan undantagslöst att spela modernt försvar mot kungsbondeöppningar, det vill säga 1. e4, g6. Mot 1.d4 och 1.c4 har hon valt 1.-, Sf6.